# Moї dumki tikhi
Moї dumki tikhi (en ucraïnes, Мої думки тихі; literalment, "Els meus pensaments estan en silenci") és una pel·lícula de comèdia dramàtica ucraïnesa del director Antonio Lukitx. Es va estrenar el 4 de juliol de 2019, en la secció East of West del 54è Festival Internacional de Cinema de Karlovy Vary, on va guanyar el Premi Especial del Jurat.
La pel·lícula es va estrenar a Ucraïna el 16 de gener de 2020. Durant set setmanes a la taquilla va recaptar més de 10 milions de hrívnies. Ocupa el 20è lloc de la llista de les 100 millors pel·lícules de la història del cinema ucraïnès.

## Argument
La pel·lícula examina les tensions entre pares i fills. El protagonista treballa com a enginyer de so i músic, i es troba amb molts contratemps. Una empresa canadenca el convida a gravar sons d'animals ucraïnesos a Transcarpàcia. Compleix l'encàrrec amb entusiasme i creativitat, però la seva mare el molesta i distreu constantment. Si aconsegueix gravar la veu d'un rar ànec collverd de Ràkhiv, podrà sortir de la "incòmoda Ucraïna" i viatjar a "l'atractiu Canadà".

## Repartiment
- Andri Lidagovski com a Vadim, enginyer de so
- Irma Vitovska-Vantsa com a la mare d'en Vadim, taxista d'Újhorod

## Producció

### Pressupost
El juny de 2017, la pel·lícula va ser una de les guanyadores del desè concurs de l'Agència Estatal d'Ucraïna per al Cinema. La pel·lícula va rebre finançament estatal per valor de 8,9 milions de hrívnies d'un pressupost total de 9,2 milions. El rodatge va començar a Ucraïna el març de 2018. Es va dur a terme a Kíiv, a les muntanyes dels Carpats i a l'óblast de Transcarpàcia.

### Música
Gran part del pressupost es va destinar en música, amb gairebé 10.000 dòlars. Els autors de la pel·lícula van adquirir els drets de la cançó de les Spice Girls «Viva Forever». El tema es va convertir en l'element més car no per casualitat, sinó perquè el personatge principal vol viure com Victoria Beckham, perquè està enamorada d'ella. Per això, la seva cançó va ser identificada com la base de la cinta. Amb aquest propòsit, el conjunt femení del cor de cambra Inspiratum de la Concatedral de Sant Alexandre de Kíiv va gravar una versió de la pel·lícula.

## Publicació

### Festivals
La pel·lícula es va estrenar el 4 de juliol de 2019 a la secció East of West del 54è Festival Internacional de Cinema de Karlovy Vary. Allà, la pel·lícula va rebre un premi especial del jurat. A Ucraïna, l'estrena de la pel·lícula va tenir lloc durant el Festival Internacional de Cinema d'Odesa, on l'obra d'Antonio Lukitx va rebre el premi del públic, el premi FIPRESCI a la millor pel·lícula ucraïnesa i el premi a la millor actriu per a Irma Vitovska-Vantsa.

### Estrena
El lloguer de la cinta a Ucraïna es va habilitar el 16 de gener de 2020. El distribuïdor va fer una reedició de la pel·lícula el 5 de març de 2020 a Ucraïna amb motiu del Dia Internacional de les Dones.

### Taquilla
La comèdia es va estrenar a 91 cinemes d'Ucraïna i durant la primera setmana del 16 de gener al 22 de gener de 2020 va ser vista per 29.000 espectadors i la recaptació va ascendir a gairebé 2,8 milions de hrívnies. A la segona setmana, la projecció de la pel·lícula es va reduir a 74 sales i al final de la segona setmana, el nombre total de visualitzacions va ser de 52.300 espectadors i la taquilla total, de 5 milions de hrívnies. En total, la pel·lícula va guanyar més de 9,4 milions de hrívnies a Ucraïna.